# Serguéi Kórsakov
Serguéi Serguéievich Kórsakov (en ruso: Сергей Сергеевич Корсаков, nacido en Gus-Jrustalni, óblast de Vladímir, el 22 de enero de 1854, y fallecido en Moscú el 1 de mayo de 1900) fue un neuropsiquiatra ruso. Es frecuente ver su apellido escrito Korsakoff.

## Biografía
Nacido en Gus-Jrustalni, localidad conocida por la fabricación de vidrio y cristal, el padre de Serguéi Kórsakov dirigía una de estas factorías. Hasta los diez años se formó en casa. Después pasó a la escuela secundaria en Moscú. Estudió medicina en la Universidad Estatal de Moscú, se graduó en 1875 y posteriormente trabajó en el hospital mental Preobrazhenski (del ruso: Преображенский). De 1876 a 1879 obtuvo su posgrado en la clínica para enfermedades nerviosas bajo la tutoría de Alekséi Kozhévnikov. Ocho años después, en 1887, consiguió el doctorado con su tesis Parálisis alcohólica. En 1892 fue designado profesor extraordinario en la nueva clínica universitaria de psiquiatría. Durante este tiempo visitó Viena, donde fue discípulo de Theodor Meynert. Desde 1899 hasta su muerte, al año siguiente,  fue catedrático de neurología y psiquiatría.
Fue uno de los neuropsiquiatras más grandes del siglo XIX. Publicó numerosos trabajos en neuropatología, psiquiatría y medicina forense. Además de sus estudios en parálisis alcohólica, introdujo el concepto de paranoia y escribió un excelente manual de psiquiatría. Kórsakov estudió los efectos del alcoholismo en el sistema nervioso, y entre 1887 y 1891 publicó una serie de artículos tomando como base el estudio de varios casos de polineuritis alcohólica con síntomas mentales distintivos: pérdida de la memoria, desorientación temporal y espacial y confabulaciones. En 1889 apareció el tercero de estos trabajos en Rusia (Psychosis polyneuritica seu Cerebropathia psychica Toxaemica), y en él describe los síntomas de la enfermedad. Al año siguiente se tradujeron al alemán en dos versiones distintas. Este síndrome amnésico-confabulatorio él lo llamó cerebropatía psíquica toxémica, hoy conocida como síndrome de Kórsakov (denominación propuesta por el psiquiatra alemán Friedrich Jolly), y afirmó que podría presentarse en varios tipos de trastornos distintos al alcoholismo.